# Momisis aegrota
Momisis aegrota là một loài bọ cánh cứng trong họ Cerambycidae.